# Mercedes-Benz W 161
Der Mercedes-Benz W 161, genannt Typ 400 VMS, war der Prototyp eines Oberklassewagens, den die Daimler-Benz AG 1938 baute. Der im August 1937 verstorbene technische Direktor Hans Gustav Röhr hatte ihn noch entworfen, erlebte aber den Bau der Prototypen nicht mehr.
Sein V8-Motor mit hängenden Ventilen war langhubig ausgelegt und hatte 4003 cm³ Hubraum. Er entwickelte 105 PS (77 kW) bei 3500/min. Über ein Vierganggetriebe mit Schnellgang und Lenkradschaltung trieb er die Hinterräder an, die an einer doppelt schraubengefederten Pendelachse aufgehängt waren. Die Vorderachse hing an zwei Querblattfedern. Der Radstand betrug 3300 mm. Von dem 130 km/h schnellen Fahrzeug entstanden 2 Versuchswagen.
Ähnliche Fahrzeuge waren der Typ 400 V und der Typ 400 VM, die sich nur in Fahrwerk, Motor und Getriebe vom Typ 400 V unterschieden.